# Nate Dogg
Nathaniel Dawayne Hale (19. august 1969 – 15. marts 2011), bedre kendt under kunstnernavnet Nate Dogg, var en amerikansk sanger og rapper født i Clarksdale, Mississippi. Han var kendt for sit melodiske flow, og var en af de få hip hop kunstnere, der primært sang sine rim i stedet for at rappe dem.

## Historie

### Tidlige liv
Han begyndte at synge som barn i New Hope Trinity Baptist Church koret i Clarksdale, Mississippi hvor fans far (Daniel Lee Hale) var pastor. I en alder af 16 år droppede han ud af high school i Long Beach, Californien og forlod sit hjem for at slutte sig til United States Marine Corps. hvor han afsonede tre år før han tilegnede sig en vanærende afskedigelse. I 1991 dannede Nate Dogg, hans fætter Snoop Dogg og deres ven Warren G (Dr. Dres stedbror, alle fra Rollin' 20's Crips, en rap trio kaldet 213. Gruppen fik ikke udgivet et album før 2004.

### Karriere
Nate Dogg fik sin debut på Dr. Dre's album, The Chronic fra 1992. Hvor han sang i det, der senere blev hans kendetegns stil, og blev godt modtaget af fans og kritikere, hvorefter han senere skrev sig ind på Death Row Records i 1993. Nate Dogg optrådte også på Mista Grimm's "Indosmoke" med Warren G. I 1994 producerede han sin første hit-single "Regulate" med Warren G. Nate Dogg udgav sit debut album under Breakaway Records i 1998 efter en tumultagtig tid ved Death Row Records. Dobbelt albummet, havde titlen G-Funk Classics Vol. 1 & 2 og blev opfulgt i slutningen af 2001 med Music & Me på Elektra Records. Music & Me toppede som nummer tre på Billboard hip hop i 2001, og har i dag solgt over 400,000 eksemplarer på verdensplan. Det sidste genkendelige han lavede, var hans optræden på Eminems hit "Shake That", fra 2005. Sidenhen var han med på nummeret "Too Much" fra The Games album "Docter's Advocate" og "Boss Life" fra Snoop Doggs album "Tha Blue Carpet Treatment".

### Helbred
Den 19. december 2007 fik Nate Dogg konstateret apopleksi. I januar 2008 fik han endnu et anfald. Det paralyserede hele venstre side af hans krop. Lægerne mente dog at han ville komme sig fuldstændigt over det. Allerede i september 2008 fik han endnu et anfald, hvilket blev bekræftet af Warren G, men det var uvist om han ville vende tilbage til sin karriere.

#### Død
Nate Dogg døde den 15. marts 2011, i en alder af 41 år. Han døde i Long Beach, Californien, som følge af komplikationer fra de tidligere anfald han havde haft. Hyldester og anerkendelser kom strømmende ind fra venner og samarbejdspartnere såsom Ludacris, The Game, 50 Cent, Snoop Dogg, Daz Dillinger, Xzibit, Erykah Badu, Murs, Big Pooh, Big Syke, Fabolous, Sheist, Knoc-Turn'al, Ice-T, Warren G og Eminem.

## Diskografi
- G-Funk Classics Vol 1 & 2 (1998)
- Ghetto Preacher (1999)
- Prodigial Son (2000)
- Essential Nate Dogg (2001)
- Nate Dogg and friends (Vol. 1) (2001)
- Music & Me (2002)
- Nate Dogg and friends (Vol. 2) (2003)

### Gæsteoptræderne
Nate Dogg har også optrådt på adskillige numre udgivet af følgende kunstnere:
- 2Pac – "All About U" (feat. Nate Dogg, Outlawz, Dru Down)
- 2Pac – "Skandalouz" (feat. Nate Dogg)
- 2Pac – "How Long Will They Mourn Me?" (feat. Nate Dogg)
- 2pac – "Thugs Get Lonely Too" (feat Nate Dogg)
- 2Pac – "Hold Up" (feat Nate Dogg)
- 2Pac – "Teardrops And Closed Caskets (feat. Nate Dogg, Outlawz)
- 5 Footaz – "Dip" (feat. Nate Dogg)
- 50 Cent – "21 Questions" (feat. Nate Dogg)
- Baby Bash – "That's My Lady" (Money) (feat. Nate Dogg)
- Bad Azz – "Don't Hate" (feat. Nate Dogg, Tray Deee, R.G.)
- Big Syke – "Come Over" (feat. Nate Dogg)
- Black Rob – "The Game" (feat. Nate Dogg)
- Brian McKnight – "Don't Know Where to Start" (feat. Nate Dogg)
- C-Murder – "Ghetto Millionaire" (feat. Snoop Dogg, Kurupt, Nate Dogg)
- Charlie Wilson – "Big Pimpin" (feat. Snoop Dogg, Nate Dogg)
- Cee-Lo – "Enjoy Yourself" (feat. Nate Dogg)
- Chico & Coolwadda – "High Come Down" (feat. Nate Dogg)
- Chingy – "All the Way to St. Lou'" (feat. Nate Dogg, David Banner)
- Craig David – "7 Days (Remix)" (feat. Mos Def, Nate Dogg)
- Crooked I – "Crook in Me" (feat. Nate Dogg)
- Daz Dillinger – "Boyz n the Hood" (feat. Nate Dogg)
- Daz Dillinger – "Come Close" (feat. Nate Dogg)
- Daz Dillinger – "O.G." (feat. Snoop Dogg, Nate Dogg)
- Deuce Poppi – "O Wee O" (feat. Nate Dogg)
- DFC – "Things in tha Hood" (feat. Nate Dogg)
- DFC – "Things in tha Hood (Remix)" (feat. Nate Dogg)
- DJ Quik – "Black Mercedes" (feat. Nate Dogg)
- DJ Quik – "Medley For a 'V'" (feat. Snoop Dogg, Nate Dogg, Hi-C, AMG, 2nd II None)
- DJ Quik – "What They Think" (feat. Nate Dogg)
- The D.O.C. – "Concrete Jungle" (feat. Nate Dogg, Six-Two, Jazze Pha, Up Tight)
- Doggy's Angels – "Curious" (feat. Nate Dogg, Snoop Dogg)
- Dove Shack – "The Dove Shack is Back" (feat. Nate Dogg)
- Dr. Dre – "Deeez Nuuuts" (feat. Snoop Dogg, Daz Dillinger, Nate Dogg)
- Dr. Dre – "The Next Episode" (feat. Snoop Dogg, Kurupt, Nate Dogg)
- Dr. Dre – "Xxplosive" (feat. Hittman, Kurupt, Nate Dogg, Six-Two)
- Dresta – "Victims of Reality" (feat. Nate Dogg)
- D-Shot – "Money, Sex & Thugs" (feat. E-40, Nate Dogg, Butch Cassidy)
- E-40 – "Nah, Nah" (feat. Nate Dogg)
- E-40 – "Sinister Mob" (feat. Nate Dogg)
- Eminem – "Bitch Please II" (feat. Dr. Dre, Snoop Dogg, Xzibit, Nate Dogg)
- Eminem – "'Till I Collapse" (feat. Nate Dogg)
- Eminem – "Never Enough" (feat. Nate Dogg, 50 Cent)
- Eminem – "Shake That" (feat. Nate Dogg)
- Eminem – "Shake That (Remix)" (feat. Nate Dogg, Obie Trice, Bobby Creekwater & Lil Skeeter)
- Eve – "Hey Ya'll" (feat. Snoop Dogg, Nate Dogg)
- Fabolous – "Can't Deny It" (feat. Nate Dogg)
- Fabolous – "Popo" (feat. Nate Dogg, Paul Cain)
- Fat Tone – "Money Rules" (feat. E-40, Nate Dogg, Butch Cassidy)
- Freeway – "All My Life" (feat. Nate Dogg)
- Guce – "Game Dont Wait" (feat. Messy Marv, Nate Dogg)
- Guerilla Black – "What We Gonna Do" (feat. Nate Dogg)
- Hi-C – "I Don't Wanna Know" (feat. Nate Dogg)
- Houston – "I Like That" (feat. Nate Dogg, Chingy, I-20)
- Hush – "Hush is Coming" (feat. Nate Dogg)
- Jadakiss – "Time's Up" (feat. Nate Dogg)
- Jadakiss – "When Kiss is Spittin'" (feat. Nate Dogg)
- Jermaine Dupri – "Ballin Outta Control" (feat. Nate Dogg)
- Jermaine Dupri – "Whatever" (feat. Nate Dogg, R.O.C., Skeeter Rock, Tigah, Katrina)
- Jermaine Dupri – Ring the Alarm (feat. Nate Dogg)
- Joe Budden – "Gangsta Party" (feat. Nate Dogg)
- JS – "Good Life" (feat. Nas, Nate Dogg)
- K-Mel – "Reflexions" (feat. Nate Dogg)
- K-Mel – "Reflexions (Remix)" (feat. Nate Dogg)
- Knoc-turn'al – "Him or Me" (feat. Nate Dogg)
- Knoc-turn'al – "Str8 West Coast (Remix)" (feat. Xzibit, Warren G, Nate Dogg, Shade Sheist)
- Knoc-turn'al – "Twisted" (feat. Nate Dogg, Drastic, Armed Robbery)
- Knoc-turn'al – "What We Do" (feat. Xzibit, Nate Dogg, Warren G)
- Kokane – "You Could Be" (feat. Snoop Dogg, Tha Eastsidaz, Nate Dogg)
- Kurupt – "Behind the Walls" (feat. Nate Dogg)
- Kurupt – "Girls All Pause" (feat. Nate Dogg, Roscoe)
- Kurupt – "Neva Gonna Give It Up" (feat. Nate Dogg, Warren G, Tray Deee, Snoop Dogg, Soopafly)
- Kurupt – "Lay It On Back" (feat. Fred Durst, Nate Dogg)
- Kurupt – "Space Boogie" (feat. Nate Dogg)
- Kurupt – "The Hardest Muthafuckaz" (feat. Nate Dogg, MC Ren, Xzibit)
- Lil' Flip – "Take You There" (feat. Nate Dogg)
- Lil Jon – "Bitches Ain't Shit" (feat. Nate Dogg, Snoop Dogg, Suga Free)
- Lloyd Banks – "Til The End" (feat. Nate Dogg)
- Lloyd Banks – "Warrior Part 2" (feat. Eminem, Nate Dogg, 50 Cent)
- Ludacris – "Area Codes" (feat. Nate Dogg)
- Ludacris – "Child of the Night" (feat. Nate Dogg)
- Mack 10 – "Like This" (feat. Nate Dogg)
- Mariah Carey – "If We" (feat. Ja Rule, Nate Dogg)
- Mariah Carey – "If We (Remix)" (feat. Shade Sheist, Ja Rule, Nate Dogg)
- Mark Ronson – "Ooh Wee" (feat. Ghostface Killah, Trife Da God Nate Dogg)
- Mark Ronson – "Ooh Wee (Remix)" (feat. Ghostface Killah, Trife Da God, Nate Dogg, Saigon, Freeway)
- Mastacraft – "One Night Stand (European Version)" (feat. Nate Dogg)
- Mellow Man Ace – "There They Go" (feat. Dr. Dre, Snoop Dogg, Nate Dogg)
- Memphis Bleek – "You Need Dick in Your Life" (feat. Nate Dogg)
- Messy Marv – "Oh No, Pt. 2" (feat. Nate Dogg)
- Mista Grimm – "Indo Smoke" (feat. Nate Dogg, Warren G)
- Mobb Deep – "Have a Party" (feat. Nate Dogg, 50 Cent)
- Mobb Deep – "Dump" (feat Nate Dogg)
- Mos Def – "Oh No" (feat. Nate Dogg, Pharaohe Monch)
- Mr. Capone-E – "Came to Me in a Dream" (feat. Nate Dogg)
- Mr. Capone-E – "I Like It" (feat. Nate Dogg)
- Mr. Criminal – "Mami Mira" (feat. Nate Dogg & Mr.Capone-E)
- Ms. Jade – "Dead Wrong" (feat. Nate Dogg)
- N.U.N.E. – "Gangstafied Lady" (feat. Nate Dogg)
- N.U.N.E. – "Gangstafied Lady (Remix)" (feat. Nate Dogg)
- Obie Trice – "Look in My Eyes" (feat. Nate Dogg)
- Obie Trice – "All of My Life" (feat. Nate Dogg)
- Obie Trice – "The Set Up" (feat. Nate Dogg)
- Obie Trice – "The Set Up (Remix)" (feat. Nate Dogg, Redman, Jadakiss, Lloyd Banks)
- Outlawz – "Teardrops & Closed Caskets" (feat. Nate Dogg)
- Proof – "Sammy Da Bull" (feat. Nate Dogg, Swift)
- Rappin' 4-Tay – "If It Wasn't 4 You" (feat. Nate Dogg, Suga Free)
- Ras Kass – "4 Much" (feat. Nate Dogg, Bad Azz, Tash)
- Ray J – "Smokin Smokin" (feat. Nate Dogg, Snoop Dogg, Shorty Mack)
- Redman – "Bad Girls" (feat. Nate Dogg)
- Redman – "Merry Jane" (feat. Snoop Dogg and Nate Dogg)
- Rock – "Walk Like a G" (feat. Nate Dogg)
- Roscoe – "Nasty Girl" (feat. Nate Dogg)
- Shade Sheist – "Cali Diseaze" (feat. Nate Dogg)
- Shade Sheist – "Everybody Wants 2b da Man" (feat. N.U.N.E, Nate Dogg, Grath, Shade Sheist)
- Shade Sheist – "Gangstafied Lady" (Feat. Nate Dogg)
- Shade Sheist – "Gangstafied Lady (Remix)" (Feat. Nate Dogg)
- Shade Sheist – "Hey Yo" (feat. Nate Dogg, N.U.N.E., Eddie Kane Jr.)
- Shade Sheist – "Playmate" (feat. Nate Dogg, N.U.N.E, Shade Sheist)
- Shade Sheist – "Sex Sells" (feat. Nate Dogg, Snoop Dogg, Redrum, Eddie Kane Jr., Shade Sheist, N.U.N.E.)
- Shade Sheist – "Steady Wastin" (feat. Shade Shiest, Nate Dogg, Nitty Black, Lieutenant)
- Shade Sheist – "Wake Up" (feat. Nate Dogg, Warren G)
- Shade Sheist – "Walk a Mile" (feat. Nate Dogg, Vita, Nune)
- Shade Sheist – "What Would You Do" (feat. N.U.N.E., Nate Dogg, Mariah Carey)
- Shade Sheist – "Where I Wanna Be" (feat. Nate Dogg, Kurupt)
- Shaquille O'Neal – "Connected" (feat. Nate Dogg, W.C.)
- Shyne – "Behind The Walls (Remix)" (feat. Kurupt, Nate Dogg)
- Simon Vegas – "One Night Stand" (feat. Nate Dogg)
- Snoop Dogg – "Ain't No Fun" (feat. Nate Dogg, Kurupt, Warren G)
- Snoop Dogg – "Bitch Please" (feat. Xzibit, Nate Dogg)
- Snoop Dogg – "Boss' Life" remix (feat. Nate Dogg)
- Snoop Dogg – "Crazy" (feat. Nate Dogg)
- Snoop Dogg – "Don't Fight The Feelin'" (feat. Nate Dogg, Cam'ron, Lady May, Soopafly)
- Snoop Dogg – "Don't Tell" (feat. Warren G, Mausberg, Nate Dogg)
- Snoop Dogg – "Eastside Party" (feat. Nate Dogg)
- Snoop Dogg – "Family Reunion" (feat. Nate Dogg, Bad Azz, Warren G, Soopafly)
- Snoop Dogg – "Gangsta Wit It" (feat. Nate Dogg, Butch Cassidy)
- Snoop Dogg – "Groupie" (feat. Tha Dogg Pound, Warren G, Nate Dogg)
- Snoop Dogg – "Lay Low" (feat. Nate Dogg, Butch Cassidy, Tha Eastsidaz, Master P)
- Snoop Dogg – "LBC'n It Up" (feat. Nate Dogg, Lil 1/2 Dead)
- Snoop Dogg – "Lollipop" (feat. Soopafly, Nate Dogg, Jay-Z)
- Snoop Dogg – "Long Beach 2 Brick City" (feat. Redman, Nate Dogg)
- Snoop Dogg – "Rollin Down The Highway" (feat. Nate Dogg, Warren G)
- Snoop Dogg – "Santa Clause Goes Straight to the Ghetto" (feat. Bad Azz, Daz Dillinger, Nate Dogg, Tray Deee)
- Snoop Dogg – "Wannabes" (feat. Young Jeezy, Nate Dogg)
- Snoop Dogg – "Set It Off" (feat. MC Ren, Ice Cube, Lady of Rage, Nate Dogg, Kurupt)
- Snoop Dogg – "St. Ides" (feat. Nate Dogg)
- Snoop Dogg – "The Game's Play'd Out" (feat. Nate Dogg, Prince Ital Joe)
- Soopafly – "Number 1" (feat. Snoop Dogg, Nate Dogg, & Daz Dillinger)
- Steady Mobb'n – "Let's Get It Crackin" (feat. Nate Dogg)
- Tamia – "Can't Go For That" (feat. Snoop Dogg, Nate Dogg, Warren G)
- The Game – "Special" (feat. Nate Dogg)
- The Game – "Where I'm From" (feat. Dr. Dre, Nate Dogg)
- The Game – "Too Much" (feat. Nate Dogg)
- The Team – "Feel the Music" (feat. Nate Dogg)
- Tha Dogg Pound – "Big Pimpin" (feat. Snoop Dogg, Nate Dogg)
- Tha Dogg Pound – "Don't Sweat It" (feat. Nate Dogg, RBX)
- Tha Dogg Pound – "Hard on a Hoe" (feat. Nate Dogg, RBX)
- Tha Dogg Pound – "I Don't Like to Dream About Gettin' Paid" (feat. Nate Dogg)
- Tha Dogg Pound – "Just Doggin'" (feat. Nate Dogg)
- Tha Dogg Pound – "Let's Play House" (feat. Nate Dogg)
- Tha Dogg Pound – "Real Soon" (feat. Snoop Dogg, Nate Dogg)
- Tha Eastsidaz – "Cool" (feat. Butch Cassidy, Nate Dogg)
- Tha Eastsidaz – "Eastside Ridaz" (feat. Nate Dogg)
- Tha Eastsidaz – "Ghetto" (feat. Kokane, Kam, Nate Dogg)
- Tha Eastsidaz – "Let's Go" (feat. Nate Dogg)
- Tha Eastsidaz – "Welcome to the House" (feat. Nate Dogg)
- The Click – "Rock Ya Body" (feat. Snoop Dogg, Nate Dogg, Tha Dogg Pound)
- Thug Life – "How Long Will They Mourn Me" (feat. Nate Dogg)
- Warren G – "Annie Mae" (feat. Nate Dogg)
- Warren G – "Gangsta Love" (feat. Kurupt, Nate Dogg, RBX)
- Warren G – "Havin Thangs" (feat. Jermaine Dupri, Nate Dogg)
- Warren G – "Here Comes Another Hit" (feat. Nate Dogg, Mistah Grimm)
- Warren G – "I Need a Light" (feat. Nate Dogg)
- Warren G – "Mid-Nite Hour" (feat. Nate Dogg)
- Warren G – "PYT" (feat. Snoop Dogg, Nate Dogg)
- Warren G – "Regulate" (feat. Nate Dogg)
- Warren G – "The Game Don't Wait" (feat. Snoop Dogg, Nate Dogg)
- Warren G – "The Game Don't Wait (Remix)" (feat. Snoop Dogg, Nate Dogg, Xzibit)
- Warren G – "What U Wanna Do" (feat. Nate Dogg)
- Warren G – "Yo Sassy Ways" (feat. Nate Dogg, Snoop Dogg)
- WC – "Paper Trippin'" (feat. Nate Dogg)
- WC – "The Streets" (feat. Nate Dogg)
- WC – "The Streets (Remix)" (feat. Nate Dogg, Snoop Dogg)
- Westside Connection – "Gangsta Nation" (feat. Nate Dogg)
- Westside Connection – "Gangsta Nation (Fredwreck Remix)" (feat. Nate Dogg)
- Xzibit – "Been a Long Time" (feat. Nate Dogg)
- Xzibit – "Multiply" (feat. Nate Dogg)
- Xzibit – "My Name" (feat. Eminem, Nate Dogg)
- Yukmouth – "So Ignorant" (feat. Nate Dogg, Kokane, Kurupt)